# Filip Ude
Filip Ude (n. 3 iunie 1986, Čakovec, Cantonul Međimurje, Croația) este un gimnast artistic ce a reprezentat Croația, medaliat olimpic. A participat la 3 ediții ale Jocurilor Olimpice (2008, 2012, 2016) în care a câștigat o medalie de argint.